# Pleromelloida
Pleromelloida is een geslacht van vlinders van de familie Uilen (Noctuidae), uit de onderfamilie Cuculliinae.

## Soorten
- P. arizonata Barnes & Benjamin, 1922
- P. bonuscula Smith, 1898
- P. cinerea Smith, 1904
- P. conserta Grote, 1881
- P. obliquata Smith, 1891